# حدائق هوسال
حدائق هوسال (بالتركية: Hevsel Bahçeleri)‏ هي سبع مئة هكتار من الأراضي الخصبة بالقرب من شاطئ نهر دجلة، بين قلعة ديار بكر والنهر. أضيفت الحدائق إلى قائمة اليونسكو بصورة مؤقتة في 2013. وأصبحت من مواقع التراث العالمي في عام 2015 إلى جانب قلعة ديار بكر.
تعتبر حدائق هوسال ملاذا للعديد من الطيور والثدييات، وهي أكبر ملاذ للطيور في منطقة جنوب شرق الأناضول. وتعتبر موئلا لأكثر من 180 نوعا من الطيور فضلا عن الثدييات كالقضاعة الأوروبية والثعالب والدلق والسناجب والقنافذ وغيرها.

## التاريخ
تم ذكر حدائق هوسال لأول مرة في بعض أسفار الآراميين التي يرجع تاريخها إلى القرن التاسع قبل الميلاد، وقد تم إنشاء مستوطنة ديار بكر على التل أعلاه في وقت سابق من ذلك. ديار بكر (كانت تسمى في الأصل آمد)، بنيت على جرف من الصخور النارية مطل على نهر دجلة. في عام 866 قبل الميلاد، حاصر الملك الآشوري آشور ناصربال الثاني المدينة وعندما سقطت، تم تدمير الحدائق كشكل من أشكال العقاب. كانت المدينة المحصنة ذات أهمية في المنطقة خلال الفترة الهلنستية، وخلال الإمبراطوريات الرومانية والساسانية والبيزنطية والإسلامية والعثمانية حتى العصر الحديث. تم إنشاء حدائق هوسال بين المدينة والنهر، بهدف توفير المياه والغذاء للسكان. تنبع العديد من الينابيع من تحت البازلت وتنقسم الحدائق إلى خمسة مُدَرَّجات فوق سهول دجلة الحالية. تشكلت المدرجات على مدى آلاف السنين حيث تعرج النهر في الوادي الواسع وأحيانًا نحت نفسه بقناة أعمق. تم تحديد الجزء العلوي من الحدائق ليكون موقعا المدينة؛ اعتبرت الحدائق مقدسة، وتمت مقارنتها بحدائق عدن. بحلول عام 1655، تضمنت الحدائق ضفتي نهر دجلة وقيل أنها كانت مليئة بالبساتين العطرة ومزارع الكروم وحدائق الورود وحدائق الريحان. وذكر مسافرون في القرن التاسع عشر أنهم رأوا مجموعة كبيرة ومتنوعة من الخضروات والفواكه المزروعة، وعلقوا على البطيخ والعنب والمشمش والبطيخ الشهير الذي نما في الجزر الرملية التي شكلها النهر المجدول. تم دمج الحدائق مع المدينة، مع نبات الحور وأشجار الفاكهة التي تفصل بين الحدائق النباتية المختلفة، ويتم توجيه مياه الصرف الصحي من المدينة لتوفير الخصوبة وتدوير النواعير. نمت أشجار التوت لدعم صناعة الحرير في المدينة، وتم إنتاج الأخشاب من أشجار الحور والصفصاف، ويم شحنها إلى الموصل على الطوافات. في الوقت الحاضر، يتم استخدام حوالي ثلث الحدائق لزراعة الحور والباقي لزراعة مجموعة كبيرة من المنتجات؛ كالملفوف والسبانخ والخس والفجل والبصل الأخضر والبقدونس والجرجير والباذنجان والقرع والطماطم والفلفل والفاصوليا والخوخ والمشمش والكرز والتين والتوت والمكسرات.

## الحفظ
لا تزال حدائق هوسال في الرعاية حتى يومنا هذا، ولكن سلامتها مهددة من قبل الشركات والمساكن غير المصرح بها التي تم إنشاؤها في قاعدة القلعة. مخاوف أخرى هي قنوات الصرف المحظورة وجودة المياه. أدى استخراج المياه في أعلى وادي دجلة إلى تقليل تدفق المياه في النهر وخفض الغمر الدوري لسهول الفيضان. تم إنشاء مناطق عازلة، لكن الحدائق تعتبر غير حصينة.